# 宝庆府城墙
宝庆府城墙，位于中国湖南省邵阳市大祥区，现存庆丰门（北门）、临津门两座城门及北面1300米墙段，为湖南省保存较好的城墙之一。2002年5月，宝庆府城墙公布为湖南省文物保护单位；2013年，以“宝庆府古城墙”之名列入第七批全国重点文物保护单位。

## 历史
宝庆府城墙始建于汉代，原系夯土城垣。宋代，城墙改为砖石结构。
明朝洪武五年（1372年），宝庆府城墙全面改建。清朝咸丰二年（1852年），宝庆府同知黄文琛主持修缮宝庆府城墙。
1939年抗战期间，为便于民众疏散，拆除东、西、南三面城墙，仅余北墙。

## 形制
邵阳市城墙周长约4.4千米，高8-10米，宽12-19米，设有5座城门，分别为朝天门（东门）、定远门（西门）、大安门（南门）、庆丰门（北门）、临津门（西北门）。

## 影集
- 城墙及雕像
- 临津门
- 文保碑与赋文